# Joshua Redman
Pour les articles homonymes, voir Redman (homonymie).
Joshua Redman est un saxophoniste américain de jazz, né le 1er février 1969 à Berkeley (Californie).
Tout comme son père Dewey Redman, Joshua Redman s'est spécialisé dans les saxophone ténor et soprano. Fin connaisseur de l'histoire du jazz, il ouvre sa pratique aux musiques actuelles, populaires ou savantes, intégrant par exemple des éléments de funk, de hip-hop ou de pop. Son quartet des années 1990 est devenu célèbre, les musiciens qui le composent, le pianiste Brad Mehldau, le contrebassiste Christian McBride et le batteur Brian Blade, ayant contribué à forger le jazz dans les décennies suivantes.

## Biographie

### Jeunesse et formation
Joshua Redman est le fils du saxophoniste Dewey Redman et de la danseuse Renee Shedroff. Très jeune, il a l'occasion d'écouter beaucoup de musiques différentes (jazz, classique, rock, soul, musique indienne, indonésienne, du moyen-orient ou d'Afrique…), et de tester différents instruments (flûte, piano, guitare, ghatam, gamelan…).
Il apprend la clarinette à 9 ans, avant de passer au saxophone l'année suivante,.
Malgré son intérêt pour la musique et sa participation à des groupes de jazz au lycée de Berkeley, il n 'envisage pas de faire une carrière musicale et prend ses études très au sérieux.
En 1991, il obtient un Bachelor of Arts summa cum laude en sciences sociales à l'université Harvard, où il fait partie de Phi Beta Kappa,. Il est accepté à la faculté de droit de Yale, mais retarde son entrée d'un an — ou du moins c'est ce qu'il croit à l'époque — pour rejoindre des amis musiciens qui se sont installés à New York.

### Début de carrière
Installé à New York, Joshua Redman commence à fréquenter les clubs et joue avec de nombreux musiciens de sa génération comme Larry Goldings, Kevin Hays, Roy Hargrove, Leon Parker, Jorge Rossy ou Mark Turner, ainsi qu'avec des musiciens réputés comme Jack DeJohnette, Charlie Haden, Elvin Jones, Joe Lovano, Pat Metheny, Paul Motian ou Clark Terry. Cinq mois après avoir déménagé, en novembre 1991, il remporte le prestigieux concours de saxophone du Thelonious Monk Institute of Jazz.
Il décide alors de se consacrer à sa carrière musicale, et signe un contrat de disque avec Warner Records,.
Son premier album, paru au printemps 1993 Joshua Redman (en), est nommé en 1993 pour le Grammy Award du meilleur album de jazz instrumental.
Sur son deuxième album, Wish (en), paru à l'automne 1993, il est entouré de musiciens prestigieux : Pat Metheny, qui l'invite sur sa tournée, Charlie Haden et Billy Higgins. L'album atteint le top du des ventes en jazz,. Il enregistre ensuite Remembering Bud Powell (en) avec Chick Corea, et accompagne le pianiste en tournée.

### Premier quartet
En 1994 parait Moodswing (en), au sein d'un quartet de jeunes musiciens qui feront parler d'eux : le pianiste Brad Mehldau, le contrebassiste Christian McBride et le batteur Brian Blade. Le quartet évolue, et une autre version de la formation comprend Peter Bernstein (en), le pianist Peter Martin (en), le bassiste Chris Thomas et Brian Blade.
Il élargit sa palette stylistique avec Timeless Tales (For Changing Times) (en) (1998), album sur lequel il mêle jazz, hip-hop et funk.

### Deuxième quartet
Il crée un deuxième quartet en 1998 avec le pianiste Aaron Goldberg, le bassiste Reuben Rogers (en) et le batteur Gregory Hutchinson (en). Les musiciens enregistrent Beyond (en) (2000), sur lequel on peut également entendre le saxophoniste Mark Turner, puis Passage of Time (en) (2001), sur lequel on trouve une longue suite composée pour son quartet, première composition d'ampleur qu'il enregistre,.

### SFJAZZ Collective
Au printemps 2000, Joshua Redman est directeur artistique de SFJAZZ, une association promouvant le jazz. Avec le directeur artistique Randall Kline, il fonde le SFJAZZ Collective, un ensemble salué par la critique qui mélange différentes générations de musiciens. Leur répertoire est constitué à la fois d'arrangements de morceux anciens et de compositions originales. Le collectif enregistre deux albums, en 2005 et 2006. En 2007, Redman annonce quitter ses responsabilités dans SFJAZZ et dans le SFJAZZ Collective pour se concentrer sur ses projets personnels.

### Yaya3etElastic Band
Au début des années 2000, il remplace un saxophoniste pour un concert au club de jazz new yorkais Smalls, où il joue avec l'organiste Sam Yahel et Brian Blade. Le trio enregistre Yaya3 en 2003, un album aux tonalité funk.
À la suite de cette expérience, Redman crée l'Elastic Band autour du même trio. Ils enregistrent Elastic (en) en 2002. En concert, le batteur Jeff Ballard remplace fréquemment Blade.
Il continue l'expérience avec Momentum (en), publié par le label Nonesuch Records. On trouve sur l'album plusieurs invités tels que Meshell Ndegeocello, Kurt Rosenwinkel, Nicholas Payton ou Flea. L'album est composé majoritairement d'originaux (8 titres) mais aussi de reprises, qui sont souvent des clins d'œil à ses goûts musicaux hors jazz (Led Zeppelin, Stevie Wonder, James Brown, etc.), goûts dont Joshua Redman reconnaît clairement l'influence sur sa musique.

### Retour à l'acoustique

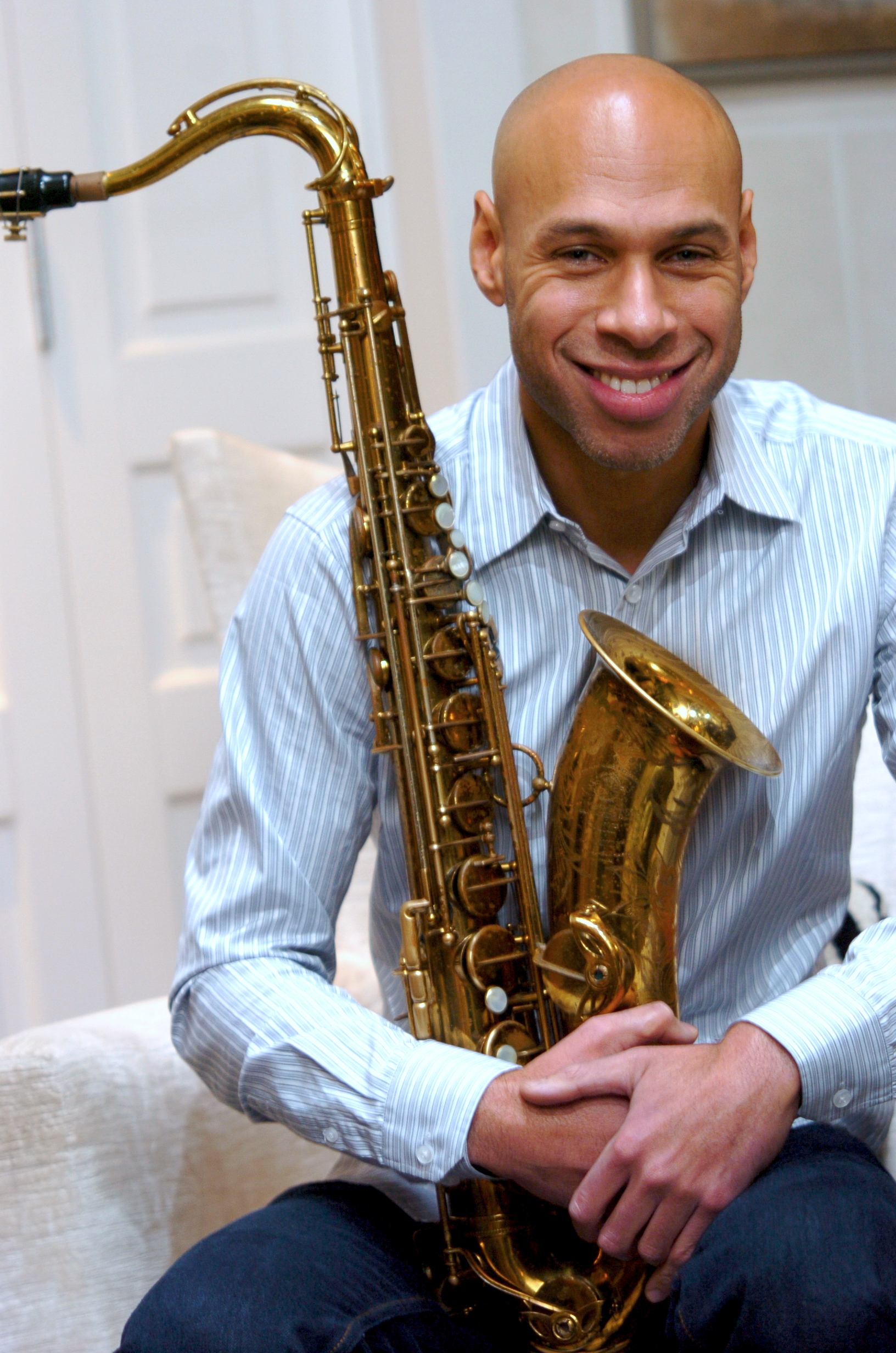
Joshua Redman, le 1er décembre 2008 à Paris.

Il retourne à un jeu plus acoustique pour Back East (en) (2007), son premier album sans piano sur lequel il joue au sein de trois sections rythmiques différentes (Larry Grenadier et Ali Jackson, Christian McBride et Brian Blade, Reuben Rogers et Eric Harland), avec quelques musiciens invités (Joe Lovano, Chris Cheek et Dewey Redman),. L'album Compass (en) (2009) est enregistré dans le même esprit.
En 2011 il participe au projet James Farm sur le label Nonesuch Records avec Aaron Parks, Matt Penman et Eric Harland. Le groupe enregistre deux albums : James Farm (2011) et City Folk (2014).
Sur Trios Live (en), il assemble deux concerts différents, au Jazz Standard de New York et au Blues Alley à Washington.
En 2015, The Bad Plus l'invite à jouer sur son album The Bad Plus Joshua Redman (en). Son solo sur Friend of Foe est nommé pour le Grammy Award du meilleur solo de jazz improvisé.
Son album en duo avec le pianiste Brad Mehldau, Nearness (2016), est nommé pour le Grammy Award du meilleur album de jazz instrumental.
Son album Still Dreaming (en), paru en 2018, est un hommage au travail de son père au sein du groupe « Old & New Dreams » d'Ornette Coleman. Il est entouré par Brian Blade, Ron Miles et Scott Colley.

### Retour au quartet
Sur son album Come What May (en) (2019), il retrouve son quartet des années 2000, avec Aaron Goldberg, Reuben Rogers (en) et  Gregory Hutchinson (en).
Au début des années 2020, il réunit son célèbre quartet des années 1990, avec Brad Mehldau, Brian Blade et Christian McBride, pour RoundAgain (en) (2020) puis LongGone (en) (2022).
Il participe à l'album de Tigran Hamasyan StandArt (en) (2022).
En 2023 parait Where Are We (en), son premier album chez Blue Note Records. Il s'agit d'un album-concept qui dessine un portrait intime des États-Unis, à travers une évocation des différentes villes et régions de l'histoire du jazz. il y interprète des morceaux de Bruce Springsteen, Count Basie, Rodgers & Hart, John Coltrane, Woody Guthrie ou Charles Ives. Il dirige un quartet composé d'Aaron Parks au piano, de Joe Sanders à la contrebasse et de Brian Blade à la batterie, rejoints par la chanteuse Gabrielle Cavassa. Quelques invités complètent le tableau : les guitaristes Peter Bernstein (en) et Kurt Rosenwinkel, le trompettiste Nicholas Payton ou le vibraphoniste Joel Ross.

### Avec un orchestre
Walking Shadows (en), paru en 2013, est son premier album enregistré avec un orchestre.
En 2019, il enregistre Sun on Sand (en) avec l'orchestre de chambre Brooklyn Rider. Les musiciens jouent des compositions de Patrick Zimmerli (en).

## Style
« Profondément ancré dans le jazz, son idiome, son histoire, et dans le même temps totalement ouvert aux multiples formes prises par les musiques actuelles qu’elles soient populaires ou savantes, le saxophoniste Joshua Redman en quelque trente ans de carrière aura non seulement réactualisé le quartet post bop (Moodswing), revivifiée la tradition funky du combo « avec orgue » (Elastic) ou encore flirté avec le hip hop (Freedom in the Groove) mais après s’être coltiné à l'épure rollinsienne du trio sax-basse-batterie (Compass), incontestablement ouvert de nouvelles perspectives au jazz moderne en l'aventurant aux confins de la pop (au sein notamment du collectif James Farm) ainsi que de la musique contemporaine (Sun On Sand). »

— Stéphane Ollivier.
Ses premières influences sont, outre son père, John Coltrane, Ornette Coleman, Cannonball Adderley, ainsi que The Beatles, Aretha Franklin, the Temptations, Earth, Wind and Fire, Prince, The Police ou Led Zeppelin.

## Récompenses
- 1991 : Thelonious Monk International Jazz Competition
- 2022 : Grand Prix de l'Académie du jazz pour LongGone[7]

### Nominations
- 1993 : Grammy Award du meilleur album de jazz instrumental pour Joshua Redman (en)
- 2005 : Grammy Award du meilleur album de jazz contemporain pour Momentum (en)
- 2007 : Grammy Award du meilleur album de jazz instrumental pour Back East (en)
- 2015 : Grammy Award du meilleur solo de jazz improvisé pour Friend or Foe sur The Bad Plus Joshua Redman (en)
- 2016 : Grammy Award du meilleur album de jazz instrumental pour Nearness
- 2018 : Grammy Award du meilleur album de jazz instrumental pour Still Dreaming
- 2019 : Grammy Award du meilleur album de jazz instrumental pour RoundAgain (en)
- 2020 : Grammy Award du meilleur album de jazz instrumental pour Come What May (en)
- 2020 : Grammy Award du meilleur solo de jazz improvisé pour Moe Honk sur RoundAgain (en)
- 2022 : Grammy Award du meilleur album de jazz instrumental pour LongGone (en)[5]

## Discographie

### En tant que leader
- 1993 : Joshua Redman (en) (Warner Bros.)
- 1993 : Wish (en) (Warner Bros.)
- 1994 : Moodswing (en) (Warner Bros.)
- 1995 : Spirit of the Moment – Live at the Village Vanguard (en) (Warner Bros.)
- 1995 : Blues for Pat: Live In San Francisco (en) (Warner Bros.)
- 1996 : Freedom in the Groove (en) (Warner Bros.)
- 1998 : Timeless Tales (For Changing Times) (en) (Warner Bros.)
- 2000 : Beyond (en) (Warner Bros.)
- 2001 : Passage of Time (en) (Warner Bros.)
- 2002 : Elastic (en) (Nonesuch Records)
- 2005 : Momentum (en) (Nonesuch Records)
- 2007 : Back East (en) (Nonesuch Records)
- 2009 : Compass (en) (Nonesuch Records)
- 2013 : Walking Shadows (en) (Nonesuch Records)
- 2014 : Trios Live (en) (Nonesuch Records)
- 2018 : Still Dreaming (en) (Nonesuch Records)
- 2019 : Come What May (en) (Nonesuch Records)
- 2019 : Sun on Sand (en), composé et arrangé par Patrick Zimmerli (Nonesuch Records)
- 2023 : Where Are We (en), avec Gabrielle Cavassa (Blue Note)
- 2025 : Words Fall Short (en), avec Paul Cornish, Philip Norris, Nazir Ebo, Melissa Aldana, Skylar Tang (Blue Note)

### En tant que co-leader
Avec Yaya3
- 2002 : Yaya3 (Loma)

Avec  SFJAZZ Collective
- 2005 : SFJAZZ Collective (Nonesuch Records)
- 2006 : SFJAZZ Collective 2 (Nonesuch Records)

Avec  James Farm
- 2011 : James Farm (Nonesuch Records)
- 2014 : City Folk (Nonesuch Records)

Avec The Bad Plus
- 2015 : The Bad Plus Joshua Redman (en) (Nonesuch Records)

Avec Brad Mehldau
- 2016 : Nearness (Nonesuch Records)

Avec Brad Mehldau, Christian McBride et Brian Blade
- 2020 : RoundAgain (en) (Nonesuch Records)
- 2022 : LongGone (en) (Nonesuch Records)

### En tant que sideman
Avec Bob Thiele Collective
- 1991 : Louis Satchmo

Avec Dewey Redman
- 1992 : Choices (Enja)
- 1994 : African Venus (Evidence)

Avec John Hicks (en)
- 1992 : Friends Old and New (Novus)

Avec Elvin Jones
- 1992 : Youngblood (Enja)

Avec Mario Pavone
- 1992 : Toulon Days (New World Records)

Avec Jimmy Haslip
- 1993 : Arc

Avec Melvin Rhyne
- 1993 : Boss Organ (Criss Cross)

Avec Eric Felten & Jimmy Knepper
- 1993 : T-Bop

Avec Joe Lovano
- 1993 : Tenor Legacy (Blue Note)

Avec Paul Motian
- 1993 : Paul Motian and the Electric Bebop Band (JMT)

Avec Christian McBride
- 1994 : Gettin' to It (Verve)

Avec Milt Jackson
- 1994 : The Prophet Speaks

Avec Larry Goldings
- 1995 : Caminhos Cruzados

Avec Dianne Reeves
- 1995 : Quiet After the Storm

Avec McCoy Tyner
- 1995 : Prelude and Sonata

Avec Jonny King (en)
- 1996 : Notes from the Underground (Enja)

Avec Meshell Ndegeocello
- 1996 : Peace Beyond Passion

Avec Chick Corea
- 1997 : Remembering Bud Powell (en) (Stretch)
- 2003 : Rendezvous in New York

Avec Cedar Walton
- 1997 : Roots (Astor Place)

Avec Mark Turner
- 1998 : Mark Turner

Avec The Rolling Stones
- 1998 : No Security

Avec Kyle Hollingsworth
- 2004 : Never Odd or Even

Avec Kurt Rosenwinkel
- 2005 : Deep Song (Verve)

Avec Umphrey's McGee
- 2006 : Safety in Numbers

Avec Sam Yahel (en)
- 2007 : Truth and Beauty (Origin Records)

Avec John Psathas
- 2007 : View From Olympus

Avec Simon Rattle
- 2008 : American Music

Avec Yo-Yo Ma & Friends
- 2008 : Songs of Joy & Peace

Avec Allen Toussaint
- 2009 : The Bright Mississippi

Avec Brad Mehldau
- 2010 : Highway Rider (Nonesuch Records)

Avec Trondheim Jazz Orchestra (en)
- 2010 : Triads and more (MNJ)

Avec Ferenc Nemeth
- 2012 : Triumph (Dreamer's Collective)

Avec Ben Goldberg
- 2013 : Subatomic Particle Homesick Blues

Avec Tigran Hamasyan
- 2022 : StandArt (en) (Nonesuch Records)